# Dyskografia Mariah Carey
Dyskografia Mariah Carey – zestawienie dorobku artystycznego amerykańskiej piosenkarki Mariah Carey obejmujące m.in. albumy i single artystki.

## Albumy
| Rok  | Album                                                       | Pozycje na listach | Pozycje na listach | Pozycje na listach | Pozycje na listach | Pozycje na listach | Pozycje na listach | Pozycje na listach | Pozycje na listach | Pozycje na listach | Pozycje na listach | Pozycje na listach | Sprzedaż światowa | Certyfikat RIAA Sprzedaż USA |
| Rok  | Album                                                       | US                 | CAN                | UK                 | DEU                | NL                 | FR                 | SWI                | JPN                | AUS                | NZ                 | UWC                | Sprzedaż światowa | Certyfikat RIAA Sprzedaż USA |
| ---- | ----------------------------------------------------------- | ------------------ | ------------------ | ------------------ | ------------------ | ------------------ | ------------------ | ------------------ | ------------------ | ------------------ | ------------------ | ------------------ | ----------------- | ---------------------------- |
| 1990 | Mariah Carey 1. album studyjny                              | 1                  | 1                  | 6                  | 24                 | 5                  | 17                 | 15                 | 13                 | 6                  | 4                  | –                  | 15 000            | 9× platyna 9 000             |
| 1991 | Emotions 2. album studyjny                                  | 4                  | 5                  | 4                  | 46                 | 7                  | 38                 | 15                 | 3                  | 8                  | 6                  | –                  | 8 000             | 4× platyna 4 000             |
| 1992 | MTV Unplugged EP Album koncertowy                           | 3                  | 11                 | 3                  | 30                 | 1                  | 17                 | 19                 | 13                 | 7                  | 1                  | –                  | 6 000             | 3× platyna 3 000             |
| 1993 | Music Box 3. album studyjny                                 | 1                  | 5                  | 1                  | 1                  | 1                  | 1                  | 1                  | 2                  | 1                  | 1                  | 1                  | 32 000            | Diament 10 000               |
| 1994 | Merry Christmas 4. album studyjny                           | 3                  | 21                 | 32                 | 15                 | 4                  | 21                 | 4                  | 1                  | 2                  | 10                 | –                  | 15 000            | 5× platyna 5 500 000         |
| 1995 | Daydream 5. album studyjny                                  | 1                  | 3                  | 1                  | 1                  | 1                  | 2                  | 1                  | 1                  | 1                  | 1                  | 1                  | 25 000            | Diament 10 000               |
| 1997 | Butterfly 6. album studyjny                                 | 1                  | 1                  | 2                  | 7                  | 1                  | 6                  | 3                  | 1                  | 1                  | 4                  | 1                  | 10 000            | 5× platyna 5 000             |
| 1998 | #1’s Album – kompilacja                                     | 4                  | 6                  | 10                 | 10                 | 13                 | 2                  | 3                  | 1                  | 6                  | 13                 | –                  | 17 000            | 5× platyna 5 500 000         |
| 1999 | Rainbow 7. album studyjny                                   | 2                  | 2                  | 8                  | 3                  | 4                  | 1                  | 2                  | 2                  | 4                  | 11                 | –                  | 10 000            | 3× platyna 4 000             |
| 2001 | Glitter 8. album studyjny / soundtrack                      | 7                  | 4                  | 10                 | 7                  | 12                 | 4                  | 10                 | 1                  | 13                 | 11                 | –                  | 3 000             | Platyna 1 000                |
| 2001 | Greatest Hits Album – kompilacja                            | 52                 | 27                 | 7                  | 36                 | 37                 | 24                 | 17                 | 3                  | 47                 | 11                 | –                  | 4 000             | Platyna 1 250 000            |
| 2002 | Charmbracelet 9. album studyjny                             | 3                  | 12                 | 52                 | 32                 | 30                 | 12                 | 9                  | 4                  | 42                 | –                  | –                  | 5 000             | Platyna 1 200 000            |
| 2003 | The Remixes Remix album                                     | 26                 | –                  | 35                 | –                  | 99                 | 60                 | 69                 | 95                 | 78                 | 36                 | –                  | 500 000           | – 300 000                    |
| 2005 | The Emancipation of Mimi 10. album studyjny                 | 1                  | 2                  | 7                  | 14                 | 8                  | 4                  | 9                  | 2                  | 6                  | 12                 | 1                  | 12 000            | 6× platyna 6 250 000         |
| 2008 | E=MC² 11. album studyjny                                    | 1                  | 1                  | 3                  | 7                  | 11                 | 6                  | 5                  | 7                  | 2                  | 10                 | 1                  | 2 500 000         | Platyna 1 500 000            |
| 2008 | The Ballads Album – kompilacja                              | 10                 | –                  | 13                 | –                  | 5                  | –                  | –                  | 19                 | 79                 | 19                 | 27                 | 1 000             | – 150 000                    |
| 2009 | Memoirs of an Imperfect Angel 12. album studyjny            | 3                  | 5                  | 23                 | 27                 | 26                 | 10                 | 18                 | 9                  | 6                  | 25                 | 4                  | 2 000             | Złoto 545 000                |
| 2010 | Merry Christmas II You 13. album studyjny                   | 4                  | 14                 | 101                | 77                 | 52                 | 82                 | –                  | 24                 | 27                 | –                  | 17                 | 1 400 000         | Złoto 523 000                |
| 2014 | Me. I Am Mariah... The Elusive Chanteuse 14. album studyjny | 3                  | 8                  | 14                 | 27                 | 14                 | 23                 | 16                 | 25                 | 5                  | 11                 | 5                  | 250 000           | 103 000                      |
| 2015 | #1 to Infinity Album – kompilacja                           | 29                 | –                  | 8                  | 109                | 44                 | 132                | 49                 | –                  | 18                 | 39                 | 18                 | 32 000            | 86 000                       |
| 2018 | Caution 15. album studyjny                                  | 5                  | 15                 | 40                 |                    | 38                 | 71                 | 35                 | 30                 | 15                 | 40                 |                    |                   | 43 000                       |
|      | W sumie                                                     | 6 #1               | 3 #1               | 2 #1               | 2 #1               | 4 #1               | 2 #1               | 2 #1               | 5 #1               | 3 #1               | 3 #1               | 5 #1               | 144 500 000       | 69× platyna 68 900 000       |

### Ranking końcoworocznyBillboard 200
| Album                         | Pozycja | Rok  |
| ----------------------------- | ------- | ---- |
| Mariah Carey                  | 36      | 1990 |
| Mariah Carey                  | 1       | 1991 |
| Emotions                      | 22      | 1992 |
| MTV Unplugged EP              | 35      | 1992 |
| Music Box                     | 40      | 1993 |
| Music Box                     | 2       | 1994 |
| Music Box                     | 124     | 1995 |
| Merry Christmas               | 21      | 1995 |
| Daydream                      | 51      | 1995 |
| Daydream                      | 2       | 1996 |
| Daydream                      | 190     | 1997 |
| Butterfly                     | 54      | 1997 |
| Butterfly                     | 21      | 1998 |
| #1’s                          | 19      | 1999 |
| Rainbow                       | 157     | 1999 |
| Rainbow                       | 31      | 2000 |
| Charmbracelet                 | 61      | 2003 |
| The Emancipation of Mimi      | 1       | 2005 |
| The Emancipation of Mimi      | 11      | 2006 |
| E=MC²                         | 22      | 2008 |
| Memoirs of an Imperfect Angel | 101     | 2009 |
| Merry Christmas II You        | 84      | 2011 |

## Single

### Wydane przez Columbia Records: 1990–2000
| Rok  | Singel                                                      | Album           | U.S.    | U.S. | U.S. | U.S. | U.S.    | U.S. | U.S. | CAN | UK | IR | FRA | GER | NL | ISR | JAP | AUS | NZ | EU | UWC | Sprzedaż USA | Sprzedaż Świat |
| Rok  | Singel                                                      | Album           | Hot 100 | R&B  | Pop  | D/C  | Airplay | ARC  | AC   | CAN | UK | IR | FRA | GER | NL | ISR | JAP | AUS | NZ | EU | UWC | Sprzedaż USA | Sprzedaż Świat |
| ---- | ----------------------------------------------------------- | --------------- | ------- | ---- | ---- | ---- | ------- | ---- | ---- | --- | -- | -- | --- | --- | -- | --- | --- | --- | -- | -- | --- | ------------ | -------------- |
| 1990 | „Vision of Love”                                            | Mariah Carey    | 1       | 2    | 1    | –    | 1       | 1    | 1    | 2   | 9  | 10 | 25  | 17  | 8  | 8   | 1   | 9   | 1  | –  | –   | 500 000      | 1 150 000      |
| 1990 | „Love Takes Time”                                           | Mariah Carey    | 1       | 5    | 2    | –    | 1       | 1    | 2    | 2   | 37 | –  | –   | 57  | 24 | 9   | –   | 14  | 9  | –  | –   | 500 000      | 725 000        |
| 1991 | „Someday”                                                   | Mariah Carey    | 1       | 3    | 1    | 1    | 3       | 2    | 5    | 5   | 38 | –  | 38  | –   | 29 | 2   | –   | 44  | 14 | –  | –   | 600 000      | 750 000        |
| 1991 | „I Don’t Wanna Cry”                                         | Mariah Carey    | 1       | 2    | 1    | –    | 5       | 1    | 1    | 7   | –  | –  | –   | –   | –  | 11  | –   | 49  | 13 | –  | –   | 300 000      | 350 000        |
| 1991 | „There’s Got To Be a Way”                                   | Mariah Carey    | –       | –    | –    | –    | –       | –    | –    | –   | 54 | –  | –   | –   | –  | –   | –   | –   | –  | –  | –   | –            | 25 000         |
| 1991 | „Emotions”                                                  | Emotions        | 1       | 1    | 2    | 1    | 1       | 1    | 3    | 3   | 17 | 20 | –   | 39  | 9  | 7   | 1   | 11  | 3  | –  | –   | 550 000      | 900 000        |
| 1991 | „Can’t Let Go”                                              | Emotions        | 2       | 2    | 1    | –    | 2       | 1    | 1    | 7   | 20 | –  | –   | –   | –  | 17  | 2   | 63  | 21 | –  | –   | 500 000      | 650 000        |
| 1992 | „Make It Happen”                                            | Emotions        | 5       | 7    | 1    | 16   | 2       | 2    | 13   | 16  | 17 | –  | –   | 74  | –  | 10  | 22  | 35  | –  | –  | –   | 300 000      | 500 000        |
| 1992 | „I’ll Be There” (feat. Trey Lorenz)                         | MTV Unplugged   | 1       | 11   | 1    | –    | 1       | 1    | 1    | 1   | 2  | 3  | 16  | 33  | 1  | 10  | 1   | 9   | 1  | –  | –   | 500 000      | 1 200 000      |
| 1992 | „If It’s Over”                                              | MTV Unplugged   | –       | –    | –    | –    | –       | –    | –    | –   | –  | –  | –   | –   | –  | –   | –   | –   | –  | –  | –   | –            | –              |
| 1993 | Dreamlover                                                  | Music Box       | 1       | 2    | 1    | 1    | 1       | 1    | 2    | 1   | 9  | 24 | 49  | 39  | 8  | 7   | 1   | 7   | 2  | –  |     | 1 000        | 1 500 000      |
| 1993 | „Hero”                                                      | Music Box       | 1       | 5    | 1    | –    | 1       | 1    | 2    | 10  | 7  | 5  | 5   | 41  | 10 | 7   | 1   | 7   | 2  | –  | –   | 1 200 000    | 2 000          |
| 1994 | „Without You”                                               | Music Box       | 3       | 7    | 2    | –    | 2       | 1    | 4    | 2   | 1  | 1  | 2   | 1   | 1  | 1   | 1   | 3   | 1  | 1  | 1   | 700 000      | 5 000          |
| 1994 | „Never Forget You”                                          | Music Box       | –       | 7    | –    | –    | –       | –    | –    | –   | –  | –  | –   | –   | –  | –   | –   | –   | –  | –  | –   | 700 000      | 5 000          |
| 1994 | „Anytime You Need a Friend”                                 | Music Box       | 12      | 22   | 5    | 1    | 8       | 4    | 5    | 15  | 8  | 16 | 12  | 41  | 10 | 1   | –   | 12  | 5  | –  | 9   | 300 000      | 800 000        |
| 1994 | „All I Want for Christmas Is You”                           | Merry Christmas | 83      | –    | 9    | –    | 12      | –    | 6    | –   | 2  | 3  | –   | 18  | 2  | –   | 1   | 2   | 4  | 18 | 6   | 1 000        | 6 000          |
| 1994 | „Joy to the World”                                          | Merry Christmas | –       | –    | –    | 17   | –       | –    | –    | –   | –  | –  | –   | –   | –  | –   | –   | 32  | –  | –  | –   | –            | 5 000          |
| 1995 | „Fantasy”                                                   | Daydream        | 1       | 1    | 1    | 1    | 1       | 1    | 8    | 1   | 4  | 10 | 5   | 17  | 9  | 2   | 1   | 1   | 1  | 4  | 6   | 2 000        | 3 200 000      |
| 1995 | „One Sweet Day” (feat. Boyz II Men)                         | Daydream        | 1       | 2    | 1    | –    | 1       | 1    | 1    | 1   | 6  | 4  | 5   | 25  | 2  | 1   | 4   | 2   | 1  | 6  | 1   | 2 400 000    | 3 400 000      |
| 1995 | „Open Arms”                                                 | Daydream        | –       | –    | –    | –    | –       | –    | –    | –   | 4  | 7  | 29  | 65  | 17 | 2   | –   | 27  | 8  | 39 | –   | –            | 250 000        |
| 1996 | „Always Be My Baby”                                         | Daydream        | 1       | 1    | 2    | 6    | 2       | 1    | 2    | 2   | 3  | 10 | –   | 76  | 30 | 1   | 10  | 17  | 5  | 19 | 2   | 1 300 000    | 1 800 000      |
| 1996 | „Forever”                                                   | Daydream        | –       | –    | 9    | –    | 9       | 4    | 2    | 13  | –  | –  | –   | –   | –  | –   | –   | 40  | 40 | –  | –   | –            | 20 000         |
| 1997 | „Honey”                                                     | Butterfly       | 1       | 2    | 10   | 1    | 11      | 1    | –    | 2   | 3  | 19 | 39  | 38  | 8  | 1   | 1   | 8   | 3  | 16 | 3   | 1 300 000    | 1 800 000      |
| 1997 | „Butterfly”                                                 | Butterfly       | –       | –    | 14   | 13   | 16      | 2    | 11   | –   | 22 | –  | 43  | 76  | –  | –   | 9   | 27  | 23 | 61 | –   | 5 000        | 125 000        |
| 1998 | „The Roof (Back in Time)”                                   | Butterfly       | –       | –    | –    | –    | –       | –    | –    | –   | 96 | –  | –   | –   | –  | –   | –   | –   | –  | –  | –   | –            | 25 000         |
| 1998 | „Breakdown” (feat. Bone Thugs-N-Harmony)                    | Butterfly       | –       | 4    | –    | –    | 52      | 15   | –    | –   | –  | –  | –   | –   | –  | –   | –   | 38  | 4  | –  | –   | –            | 25 000         |
| 1998 | „My All”                                                    | Butterfly       | 1       | 4    | 18   | 5    | 15      | 1    | 18   | 12  | 4  | 21 | 6   | 30  | 32 | 1   | –   | 39  | 21 | 9  | 2   | 1 500 000    | 2 250 000      |
| 1998 | „Sweetheart” (feat. Jermaine Dupri)                         | #1’s            | 125     | –    | –    | –    | –       | –    | –    | –   | –  | –  | –   | 15  | –  | –   | 34  | –   | –  | 63 | –   | –            | 150 000        |
| 1998 | „When You Believe” (feat. Whitney Houston)                  | #1’s            | 15      | 14   | 35   | –    | 38      | 8    | 3    | 26  | 4  | 7  | 5   | 8   | 5  | 1   | 1   | 13  | 8  | 2  | 2   | 500 000      | 1 550 000      |
| 1999 | „I Still Believe”                                           | #1’s            | 4       | 3    | 20   | 1    | 20      | 3    | 8    | 9   | 16 | –  | 33  | 58  | –  | 6   | 17  | 54  | 24 | 30 | 7   | 1 000        | 1 300 000      |
| 1999 | „Heartbreaker” (feat. Jay-Z)                                | Rainbow         | 1       | 1    | 16   | 2    | 8       | 1    | –    | 1   | 5  | 19 | 4   | 9   | 7  | 2   | 1   | 10  | 1  | 4  | 2   | 900 000      | 3 791 000      |
| 2000 | „Thank God I Found You” (feat. 98 Degrees)                  | Rainbow         | 1       | 1    | 28   | –    | 15      | 2    | –    | 2   | 10 | –  | 28  | 28  | 24 | 2   | 19  | 27  | 34 | –  | 8   | 700 000      | 1 000          |
| 2000 | „Against All Odds (Take a Look at Me Now)” (feat. Westlife) | Rainbow         | –       | –    | –    | –    | –       | –    | –    | 22  | 3  | 1  | 19  | 29  | 35 | 1   | 41  | 52  | –  | –  | 13  | –            | 750 000        |
| 2000 | „Crybaby” (feat. Snoop Dogg)                                | Rainbow         | 28      | 23   | –    | –    | –       | 32   | –    | –   | –  | –  | –   | –   | –  | –   | –   | –   | –  | –  | –   | 400 000      | 450 000        |
| 2000 | „Can’t Take That Away (Mariah’s Theme)”                     | Rainbow         | –       | –    | –    | 6    | –       | 21   | –    | 4   | –  | –  | –   | –   | 65 | –   | –   | –   | –  | –  | –   | 400 000      | 450 000        |

### Wydane przez Virgin Records: 2001
| Rok  | Singel                                            | Album                               | U.S.    | U.S. | U.S. | U.S. | U.S.    | U.S. | U.S. | CAN | UK | IR | FRA | GER | NL | ISR | JAP | AUS | NZ | EU | UWC | Sprzedaż USA | Sprzedaż Świat |
| Rok  | Singel                                            | Album                               | Hot 100 | R&B  | Pop  | D/C  | Airplay | ARC  | AC   | CAN | UK | IR | FRA | GER | NL | ISR | JAP | AUS | NZ | EU | UWC | Sprzedaż USA | Sprzedaż Świat |
| ---- | ------------------------------------------------- | ----------------------------------- | ------- | ---- | ---- | ---- | ------- | ---- | ---- | --- | -- | -- | --- | --- | -- | --- | --- | --- | -- | -- | --- | ------------ | -------------- |
| 2001 | „Loverboy” (feat. Cameo)                          | Glitter                             | 2       | 1    | 37   | 45   | 50      | 21   | –    | 3   | 12 | –  | 54  | 57  | 35 | 7   | 1   | 7   | –  | –  | 10  | 600 000      | 850 000        |
| 2001 | „Never Too Far”                                   | Glitter                             | 105     | 66   | –    | –    | –       | 14   | 17   | –   | 32 | –  | –   | 97  | 67 | –   | 5   | 36  | –  | –  | –   | 100 000      | 150 000        |
| 2001 | „Don’t Stop (Funkin’ 4 Jamaica)” (feat. Mystikal) | Glitter                             | 123     | 42   | –    | –    | –       | –    | –    | –   | 32 | –  | –   | 97  | –  | –   | 62  | 36  | –  | –  | –   | 100 000      | 150 000        |
| 2001 | „Reflections (Care Enough)”                       | Glitter                             | –       | –    | –    | –    | –       | –    | –    | –   | –  | –  | –   | –   | –  | –   | 19  | –   | –  | –  | –   | –            | –              |
| 2001 | „Never Too Far/Hero Medley”                       | Never Too Far/Hero Medley single CD | 81      | 66   | –    | –    | –       | –    | –    | –   | –  | –  | –   | –   | –  | –   | –   | –   | –  | –  | –   | –            | –              |

### Wydane przez Island Def Jam Records: 2002–2014
| Rok  | Singel                                               | Album                                    | U.S.    | U.S. | U.S. | U.S. | U.S.    | U.S. | U.S. | CAN | UK  | IR | FRA | GER | NL | ISR | JAP | AUS | NZ | EU  | UWC | Sprzedaż USA | Sprzedaż Świat |
| Rok  | Singel                                               | Album                                    | Hot 100 | R&B  | Pop  | D/C  | Airplay | ARC  | AC   | CAN | UK  | IR | FRA | GER | NL | ISR | JAP | AUS | NZ | EU  | UWC | Sprzedaż USA | Sprzedaż Świat |
| ---- | ---------------------------------------------------- | ---------------------------------------- | ------- | ---- | ---- | ---- | ------- | ---- | ---- | --- | --- | -- | --- | --- | -- | --- | --- | --- | -- | --- | --- | ------------ | -------------- |
| 2002 | „Through the Rain”                                   | Charmbracelet                            | 81      | 69   | 26   | 1    | –       | 7    | 17   | 5   | 8   | 16 | 22  | 36  | 9  | 3   | 2   | 15  | 37 | 11  | 15  | 150 000      | 450 000        |
| 2003 | „Boy (I Need You)” (feat. Cam’ron)                   | Charmbracelet                            | –       | 68   | –    | –    | –       | –    | –    | 32  | 17  | 40 | 51  | 73  | –  | –   | 81  | 29  | 45 | 91  | –   | 5 000        | 95 000         |
| 2003 | „Bringin’ On the Heartbreak”                         | Charmbracelet                            | –       | –    | –    | 5    | –       | 23   | –    | –   | –   | –  | –   | –   | –  | –   | –   | –   | –  | –   | –   | –            | 5 000          |
| 2004 | „U Like This (Megamix)”                              | The Remixes                              | –       | –    | –    | 38   | –       | –    | –    | –   | –   | –  | –   | –   | –  | –   | –   | –   | –  | –   | –   | –            | –              |
| 2005 | „It’s Like That”                                     | The Emancipation of Mimi                 | 16      | 17   | 20   | 1    | 14      | 10   | –    | 29  | 4   | 11 | 16  | 14  | 13 | 4   | 1   | 9   | 21 | 8   | 6   | 500 000      | 1 000          |
| 2005 | „We Belong Together”                                 | The Emancipation of Mimi                 | 1       | 1    | 1    | 1    | 1       | 1    | 3    | 2   | 2   | 3  | 12  | 11  | 2  | 1   | 34  | 1   | 2  | 4   | 1   | 1 100 000    | 6 000          |
| 2005 | „Shake It Off”                                       | The Emancipation of Mimi                 | 2       | 2    | 2    | 23   | 1       | 1    | –    | 14  | 9   | 15 | –   | –   | –  | –   | 51  | 6   | 5  | 31  | 14  | 500 000      | 700 000        |
| 2005 | „Get Your Number” (feat. Jermaine Dupri)             | The Emancipation of Mimi                 | –       | –    | –    | –    | –       | –    | –    | –   | 9   | 15 | –   | 27  | 7  | 7   | –   | 19  | 34 | 31  | 14  | 500 000      | 700 000        |
| 2005 | „Don’t Forget About Us”                              | The Emancipation of Mimi                 | 1       | 1    | 2    | 1    | 1       | 1    | –    | 17  | 11  | 25 | –   | 41  | 32 | –   | –   | 12  | 12 | 38  | 9   | 500 000      | 1 000          |
| 2006 | „Say Somethin’” (feat. Snoop Dogg)                   | The Emancipation of Mimi                 | 79      | –    | 46   | 1    | 73      | 13   | –    | –   | 27  | 23 | –   | 63  | –  | –   | 80  | 26  | –  | 60  | –   | 125 000      | 200 000        |
| 2006 | „Fly Like a Bird”                                    | The Emancipation of Mimi                 | 104     | 19   | –    | –    | 66      | –    | –    | –   | –   | –  | –   | –   | –  | –   | –   | –   | –  | –   | –   | 25 000       | 30 000         |
| 2008 | „Touch My Body”                                      | E=MC²                                    | 1       | 2    | 1    | 1    | 2       | 4    | –    | 2   | 5   | 13 | 16  | 6   | 14 | 4   | 5   | 17  | 3  | 3   | 2   | 1 250 000    | 3 360 000      |
| 2008 | „Bye Bye”                                            | E=MC²                                    | 19      | 33   | 20   | 30   | 17      | 17   | –    | 34  | 30  | 40 | –   | 70  | –  | –   | 73  | 53  | 7  | 84  | 31  | 500 000      | 1 250 000      |
| 2008 | „I’ll Be Lovin’ U Long Time” (feat. T.I.)            | E=MC²                                    | 58      | 36   | 50   | –    | 28      | 26   | –    | 69  | 84  | –  | –   | –   | –  | –   | 27  | –   | –  | –   | –   | 175 000      | 215 000        |
| 2008 | „I Stay in Love”                                     | E=MC²                                    | –       | 81   | 94   | 1    | 85      | –    | –    | –   | 95  | –  | –   | –   | –  | –   | –   | –   | –  | –   | –   | 25 000       | 35 000         |
| 2008 | „Right to Dream”                                     | Tennessee Soundtrack                     | –       | –    | –    | –    | –       | –    | 24   | –   | –   | –  | –   | –   | –  | –   | –   | –   | –  | –   | –   | –            | –              |
| 2009 | „Obsessed”                                           | Memoirs of an Imperfect Angel            | 7       | 12   | 8    | 1    | 6       | 6    | –    | 15  | 52  | –  | 8   | –   | 61 | –   | 16  | 13  | 21 | 28  | 14  | 1 115 020    | 1 700 000      |
| 2009 | „I Want to Know What Love Is”                        | Memoirs of an Imperfect Angel            | 60      | 40   | –    | 2    | 71      | –    | 10   | 57  | 19  | 41 | 6   | –   | –  | –   | 3   | 45  | –  | 19  | 37  | 101 429      | 250 000        |
| 2009 | „H.A.T.E.U.”                                         | Memoirs of an Imperfect Angel            | –       | 72   | –    | –    | –       | –    | –    | –   | –   | –  | –   | –   | –  | –   | –   | –   | –  | –   | –   | –            | –              |
| 2010 | „Up Out My Face” (feat. Nicki Minaj)                 | Memoirs of an Imperfect Angel            | 100     | 39   | –    | –    | –       | –    | –    | –   | –   | –  | –   | –   | –  | –   | –   | –   | –  | –   | –   | –            | –              |
| 2010 | „Angels Cry” (feat. Ne-Yo)                           | Memoirs of an Imperfect Angel            | –       | 90   | –    | –    | –       | –    | 26   | –   | 81  | –  | –   | –   | –  | –   | 89  | –   | –  | –   | –   | –            | –              |
| 2010 | „Oh Santa!”                                          | Merry Christmas II You                   | 100     | –    | –    | –    | –       | –    | 1    | 73  | –   | –  | –   | –   | –  | –   | 68  | –   | –  | –   | –   | –            | –              |
| 2011 | „When Christmas Comes” (feat. John Legend)           | Merry Christmas II You                   | –       | 59   | –    | –    | –       | –    | –    | –   | –   | –  | –   | –   | –  | –   | 57  | –   | –  | –   | –   | –            | –              |
| 2012 | „Triumphant (Get ’Em)” (feat. Rick Ross & Meek Mill) | Single Only                              | 115     | 46   | –    | 1    | –       | –    | –    | –   | 144 | –  | 135 | –   | –  | –   | 48  | 35  | –  | –   | –   | –            | –              |
| 2013 | „Almost Home”                                        | Oz: Wielki i potężny (ścieżka dźwiękowa) | –       | 101  | –    | –    | –       | –    | 20   | –   | –   | –  | 185 | –   | –  | –   | 59  | –   | –  | –   | –   | –            | –              |
| 2013 | „Beautiful” (feat. Miguel)                           | Me. I Am Mariah... The Elusive Chanteuse | 15      | 3    | 15   | –    | 17      | –    | 23   | 27  | 22  | 86 | 41  | –   | 68 | –   | 77  | 6   | 10 | 61  | 19  | 1 200 000    | 1 500 000      |
| 2014 | „You’re Mine (Eternal)”                              | Me. I Am Mariah... The Elusive Chanteuse | 88      | 24   | –    | 1    | –       | –    | –    | –   | 87  | –  | 96  | –   | –  | –   | –   | –   | –  | 173 | –   | 32 000       | 56 000         |
| 2014 | „You Don’t Know What to Do” (feat. Wale)             | Me. I Am Mariah... The Elusive Chanteuse | –       | –    | –    | –    | –       | –    | –    | –   | –   | –  | –   | –   | –  | –   | –   | –   | –  | –   | –   | –            | –              |

### Wydane przez Epic Records: 2015–do dzisiaj
| Rok  | Singel               | Album          | U.S.    | U.S. | U.S. | U.S. | U.S.    | U.S. | U.S. | CAN | UK  | IR | FRA | GER | NL | ISR | JAP | AUS | NZ | EU | UWC | Sprzedaż USA | Sprzedaż Świat |
| Rok  | Singel               | Album          | Hot 100 | R&B  | Pop  | D/C  | Airplay | ARC  | AC   | CAN | UK  | IR | FRA | GER | NL | ISR | JAP | AUS | NZ | EU | UWC | Sprzedaż USA | Sprzedaż Świat |
| ---- | -------------------- | -------------- | ------- | ---- | ---- | ---- | ------- | ---- | ---- | --- | --- | -- | --- | --- | -- | --- | --- | --- | -- | -- | --- | ------------ | -------------- |
| 2015 | „Infinity”           | #1 to Infinity | 82      | 28   | –    | –    | –       | –    | –    | –   | 154 | –  | 85  | –   | –  | –   | 71  | –   | –  | 87 | –   | –            | –              |
| 2017 | „I Don’t” (feat. YG) | –              | 89      | –    | –    | –    | –       | –    | –    | 96  | 60  | –  | 101 | –   | –  | –   | –   | –   | –  | –  | –   | –            | –              |
|      | Suma                 | #1             | 18      | 10   | 14   | 17   | 13      | 19   | 7    | 7   | 2   | 2  | 0   | 2   | 2  | 10  | 13  | 2   | 7  | 1  | 3   | 30 000 000+  | 62 080 000+    |

## Inne Single

### Single innych artystów z udziałem Mariah
| Rok  | Singel                                                           | Album                 | U.S.    | U.S. | U.S. | U.S.  | U.S.    | U.S. | U.S. | CAN | UK | IR | FRA | GER | NL | ISR | JAP | AUS | NZ | EU | UWC | Sprzedaż USA | Sprzedaż Świat |
| Rok  | Singel                                                           | Album                 | Hot 100 | R&B  | Pop  | Dance | Airplay | ARC  | AC   | CAN | UK | IR | FRA | GER | NL | ISR | JAP | AUS | NZ | EU | UWC | Sprzedaż USA | Sprzedaż Świat |
| ---- | ---------------------------------------------------------------- | --------------------- | ------- | ---- | ---- | ----- | ------- | ---- | ---- | --- | -- | -- | --- | --- | -- | --- | --- | --- | -- | -- | --- | ------------ | -------------- |
| 1994 | Endless Love (Luther Vandross feat. Mariah Carey)                | Songs                 | 2       | 7    | 7    | –     | 5       | 1    | 11   | 14  | 3  | 4  | 12  | 14  | 4  | 2   | 2   | 2   | 1  | –  | –   | 500 000      | 1 400 000      |
| 2003 | I Know What You Want (Busta Rhymes feat. Mariah Carey)           | It Ain’t Safe No More | 3       | 2    | 4    | –     | 3       | 2    | –    | 5   | 3  | 4  | 25  | 9   | 6  | –   | –   | 3   | 7  | 1  | 4   | 1 000        | 3 200 000      |
| 2004 | U Make Me Wanna (Jadakiss feat. Mariah Carey)                    | Kiss of Death         | 21      | 8    | –    | –     | 21      | –    | –    | –   | –  | –  | 55  | –   | –  | –   | 77  | –   | –  | –  | –   | 50 000       | 60 000         |
| 2006 | So Lonely (Twista feat. Mariah Carey)                            | The Day After         | 114     | 65   | 89   | –     | –       | –    | –    | –   | –  | –  | –   | –   | –  | –   | –   | –   | –  | –  | –   | –            | –              |
| 2007 | Lil’ L.O.V.E (Bone Thugs-n-Harmony feat. Mariah Carey & Bow Wow) | Strength & Loyalty    | 111     | 66   | –    | –     | –       | –    | –    | –   | –  | –  | –   | –   | –  | –   | –   | –   | 6  | –  | –   | –            | –              |
| 2008 | Just Stand Up (15 wokalistek)                                    | Singel charytatywny   | 11      | 57   | 18   | –     | –       | –    | –    | 10  | 26 | –  | –   | –   | –  | –   | 85  | 39  | 19 | –  | 19  | –            | –              |
| 2009 | My Love (The-Dream feat. Mariah Carey)                           | Love vs. Money        | 82      | 36   | 68   | –     | 57      | –    | –    | –   | –  | –  | –   | –   | –  | –   | –   | –   | –  | –  | –   | –            | –              |

### Single promocyjne
| Rok  | Singel | Album                  |
| ---- | --- | ---------------------- |
| 1992 | „Till the End of Time”                                                                                      | Emotions               |
| 1994 | „Miss You Most (At Christmas Time)”                                                                         | Merry Christmas        |
| 1994 | „Jesus Born On This Day”                                                                                    | Merry Christmas        |
| 1996 | „Underneath the Stars”                                                                                      | Daydream               |
| 1996 | „O Holy Night”                                                                                              | Merry Christmas        |
| 1997 | „Fly Away (Butterfly Reprise)”                                                                              | Butterfly              |
| 1998 | „Whenever You Call”                                                                                         | Butterfly              |
| 1998 | „(You Make Me Feel Like) A Natural Woman” (ft. Céline Dion, Gloria Estefan, Aretha Franklin & Shania Twain) | VH1 Divas Live 98      |
| 1999 | „Do You Know Where You’re Going To?”                                                                        | #1’s                   |
| 1999 | „Against All Odds (Take a Look at Me Now)” (wersja solowa)                                                  | Rainbow                |
| 2000 | „O Holy Night 2000” (live)                                                                                  | Merry Christmas        |
| 2001 | „Last Night a DJ Saved My Life” (featuring Busta Rhymes & Fabolous)                                         | Glitter                |
| 2001 | „Lead the Way”                                                                                              | Glitter                |
| 2002 | „You Got Me” (featuring Jay-Z & Freeway)                                                                    | Charmbracelet          |
| 2002 | „The One”                                                                                                   | Charmbracelet          |
| 2003 | „Miss You” (featuring Jadakiss)                                                                             | The Remixes            |
| 2010 | „O Come All Ye Faithful/Hallelujah Chorus” (featuring Patricia Carey)                                       | Merry Christmas II You |
| 2010 | „Auld Lang Syne-The New Year’s Anthem”                                                                      | Merry Christmas II You |
| 2012 | „Christmas Time is in the Air Again”                                                                        | Merry Christmas II You |

### Inne notowane utwory
| Rok  | Singel                                                                | U.S.    | U.S. | U.S. | U.S.    | Album                                    |
| Rok  | Singel                                                                | Hot 100 | Pop  | R&B  | Digital | Album                                    |
| ---- | --------------------------------------------------------------------- | ------- | ---- | ---- | ------- | ---------------------------------------- |
| 2002 | „Irresistible (Westside Connection)” (featurning Westside Connection) | –       | –    | 81   | –       | Charmbracelet                            |
| 2005 | „Mine Again”                                                          | –       | –    | 73   | –       | The Emancipation of Mimi                 |
| 2008 | „Migrate” (featurning T-Pain)                                         | 92      | 69   | 95   | 61      | E=MC²                                    |
| 2008 | „I’m That Chick”                                                      | –       | –    | 82   | –       | E=MC²                                    |
| 2008 | „Side Effects” (featurning Young Jeezy)                               | –       | 93   | –    | –       | E=MC²                                    |
| 2009 | „Betcha Gon’ Know (The Prologue)”                                     | 101     | –    | –    | 63      | Memoirs of an Imperfect Angel            |
| 2013 | „The Art of Letting Go”                                               | 119     | –    | 46   | –       | Me. I Am Mariah... The Elusive Chanteuse |

## Teledyski
| Rok  | Tytuł                                                     | Album                                    | Reżyser                    |
| ---- | --------------------------------------------------------- | ---------------------------------------- | -------------------------- |
| 1990 | „Vision of Love”                                          | Mariah Carey                             | Bojan Bazelli              |
| 1990 | „Love Takes Time”                                         | Mariah Carey                             | Jeb Bien, Walter Maser     |
| 1991 | „Someday”                                                 | Mariah Carey                             | Larry Jordan               |
| 1991 | „Someday (Extended)”                                      | Mariah Carey                             | Larry Jordan               |
| 1991 | „I Don’t Wanna Cry”                                       | Mariah Carey                             | Larry Jordan               |
| 1991 | „There’s Got To Be a Way”                                 | Mariah Carey                             | Bojan Bazelli              |
| 1991 | „Emotions”                                                | Emotions                                 | Jeff Preiss                |
| 1991 | „Emotions (Extended)”                                     | Emotions                                 | Jeff Preiss                |
| 1991 | „Can’t Let Go”                                            | Emotions                                 | Jim Sonzero                |
| 1992 | „Make It Happen”                                          | Emotions                                 | Marcus Nispel              |
| 1992 | „I’ll Be There”                                           | MTV Unplugged EP                         | Larry Jordan               |
| 1992 | „If It’s Over”                                            | MTV Unplugged EP                         | Larry Jordan               |
| 1993 | „Dreamlover”                                              | Music Box                                | Diane Martel               |
| 1993 | „Hero”                                                    | Music Box                                | Larry Jordan               |
| 1994 | „Without You”                                             | Music Box                                | Larry Jordan               |
| 1994 | „Anytime You Need a Friend”                               | Music Box                                | Danielle Federici          |
| 1994 | „Anytime You Need a Friend” (Remix)                       | Music Box                                | Danielle Federici          |
| 1994 | „All I Want for Christmas Is You”                         | Merry Christmas                          | Diane Martel               |
| 1994 | „All I Want for Christmas Is You” (Black & White Version) | Merry Christmas                          | Diane Martel               |
| 1994 | „Miss You Most (At Christmas Time)”                       | Merry Christmas                          | Diane Martel               |
| 1994 | „Joy to the World”                                        | Merry Christmas                          | Larry Jordan               |
| 1994 | „Joy to the World” (Remix)                                | Merry Christmas                          | Irving Lorenzo             |
| 1995 | „Fantasy”                                                 | Daydream                                 | Mariah Carey               |
| 1995 | „Fantasy” (Remix)                                         | Daydream                                 | Mariah Carey               |
| 1995 | „One Sweet Day”                                           | Daydream                                 | Larry Jordan               |
| 1995 | „Open Arms”                                               | Daydream                                 | Larry Jordan               |
| 1995 | „El Amor Que Soñé”                                        | Daydream                                 | Larry Jordan               |
| 1996 | „Always Be My Baby”                                       | Daydream                                 | Mariah Carey               |
| 1996 | „Always Be My Baby” (Remix)                               | Daydream                                 | Mariah Carey               |
| 1996 | „Forever”                                                 | Daydream                                 | Larry Jordan               |
| 1997 | „Honey”                                                   | Butterfly                                | Paul Hunter                |
| 1997 | „Honey” (Remix)                                           | Butterfly                                | Paul Hunter, Mariah Carey  |
| 1997 | „Butterfly”                                               | Butterfly                                | Mariah Carey, Daniel Pearl |
| 1998 | „Breakdown”                                               | Butterfly                                | Mariah Carey, Diane Martel |
| 1998 | „The Roof (Back in Time)”                                 | Butterfly                                | Mariah Carey, Diane Martel |
| 1998 | „My All”                                                  | Butterfly                                | Herb Ritts                 |
| 1998 | „My All/Stay Awhile”                                      | Butterfly                                | Diane Martel               |
| 1998 | „Whenever You Call”                                       | Butterfly                                | Diane Martel               |
| 1998 | „Sweetheart”                                              | #1’s                                     | Hype Williams              |
| 1998 | „When You Believe”                                        | #1’s                                     | Phil Joanou                |
| 1999 | „I Still Believe”                                         | #1’s                                     | Brett Ratner               |
| 1999 | „I Still Believe/Pure Imagination”                        | #1’s                                     | Mariah Carey               |
| 1999 | „Heartbreaker”                                            | Rainbow                                  | Brett Ratner               |
| 1999 | „Heartbreaker” (Remix)                                    | Rainbow                                  | Diane Martel               |
| 2000 | „Thank God I Found You”                                   | Rainbow                                  | Brett Ratner               |
| 2000 | „Thank God I Found You (Make It Last Remix)”              | Rainbow                                  | Sanaa Hamri                |
| 2000 | „Against All Odds (Take a Look at Me Now)” (solo)         | Rainbow                                  | Paul Misbehoven            |
| 2000 | „Against All Odds (Take a Look at Me Now)” (duet)         | Rainbow                                  | Bill Boatma, P.Snyde       |
| 2000 | „Can’t Take That Away (Mariah’s Theme)”                   | Rainbow                                  | Sanaa Hamri                |
| 2000 | „Can’t Take That Away (Mariah’s Theme)” (druga wersja)    | Rainbow                                  | Sanaa Hamri                |
| 2000 | „Crybaby”                                                 | Rainbow                                  | Sanaa Hamri                |
| 2000 | „All I Want for Christmas Is You” (2000 Remix)            | Merry Christmas                          | Kris Kringle               |
| 2000 | „O Holy Night 2000” (Live)                                | Merry Christmas                          | Sanaa Hamri                |
| 2001 | „Loverboy”                                                | Glitter                                  | David LaChapelle           |
| 2001 | „Loverboy” (Remix)                                        | Glitter                                  | David LaChapelle           |
| 2001 | „Never Too Far”                                           | Glitter                                  | Vondie Curtis Hall         |
| 2001 | „Don’t Stop (Funkin’ 4 Jamaica)”                          | Glitter                                  | Sanaa Hamri                |
| 2001 | „Last Night a DJ Saved My Life”                           | Glitter                                  | Sanaa Hamri                |
| 2002 | „Through the Rain”                                        | Charmbracelet                            | David Myers                |
| 2003 | „Boy (I Need You)”                                        | Charmbracelet                            | Joseph Kahn                |
| 2003 | „Bringin’ On the Heartbreak”                              | Charmbracelet                            | Sanaa Hamri                |
| 2005 | „It’s Like That”                                          | The Emancipation of Mimi                 | Brett Ratner               |
| 2005 | „We Belong Together”                                      | The Emancipation of Mimi                 | Brett Ratner               |
| 2005 | „Shake It Off”                                            | The Emancipation of Mimi                 | Jake Nava                  |
| 2005 | „Get Your Number”                                         | The Emancipation of Mimi                 | Jake Nava                  |
| 2005 | „Don’t Forget About Us”                                   | The Emancipation of Mimi                 | Paul Hunter                |
| 2005 | „Don’t Forget About Us” (Remix)                           | The Emancipation of Mimi                 | DJ Clue                    |
| 2006 | „Say Somethin’”                                           | The Emancipation of Mimi                 | Paul Hunter                |
| 2006 | „Santa Claus Is Comin’ to Town” (Anniversary Remix)       | Merry Christmas                          | Mark Gravas                |
| 2008 | „Touch My Body”                                           | E=MC²                                    | Brett Ratner               |
| 2008 | „Bye Bye”                                                 | E=MC²                                    | Justian Francis            |
| 2008 | „I’ll Be Lovin’ U Long Time”                              | E=MC²                                    | Chris Applebaum            |
| 2008 | „I Stay in Love”                                          | E=MC²                                    | Nick Cannon                |
| 2008 | „Right to Dream”                                          | Tennessee Soundtrack                     | Aaron Woodley              |
| 2008 | „Hero” (2009)                                             | The Ballads                              |                            |
| 2009 | „Obsessed”                                                | Memoirs of an Imperfect Angel            | Brett Ratner               |
| 2009 | „Obsessed (Remix)”                                        | Memoirs of an Imperfect Angel            | Brett Ratner               |
| 2009 | „I Want to Know What Love Is”                             | Memoirs of an Imperfect Angel            | Hype Williams              |
| 2009 | „H.A.T.E.U.”                                              | Memoirs of an Imperfect Angel            | Brett Ratner               |
| 2010 | „Up Out My Face”                                          | Memoirs of an Imperfect Angel            | Nick Cannon                |
| 2010 | „Angels Cry”                                              | Memoirs of an Imperfect Angel            | Nick Cannon                |
| 2010 | „Oh Santa!”                                               | Merry Christmas II You                   | Ethan Lader                |
| 2010 | „O Come All Ye Faithful” / „Hallelujah Chorus”            | Merry Christmas II You                   | N/A                        |
| 2010 | „Auld Lang Syne (The New Year’s Anthem)”                  | Merry Christmas II You                   | N/A                        |
| 2011 | „When Christmas Comes”                                    | Merry Christmas II You                   | N/A                        |
| 2012 | „Triumphant (Get ’Em)”                                    | –                                        | Nick Cannon                |
| 2013 | „Almost Home”                                             | Oz: Wielki i potężny Soundtrack          | David LaChapelle           |
| 2013 | „#Beautiful”                                              | Me. I Am Mariah... The Elusive Chanteuse | Joseph Kahn                |
| 2014 | „You’re Mine (Eternal)”                                   | Me. I Am Mariah... The Elusive Chanteuse | Indrani Pal-Chaudhuri      |
| 2015 | „Infinity”                                                | #1 to Infinity                           | Brett Ratner               |

### Teledyski innych artystów z udziałem Mariah
| Rok  | Tytuł                                                              | Album                   | Reżyser        |
| ---- | ------------------------------------------------------------------ | ----------------------- | -------------- |
| 1994 | „Endless Love” (Luther Vandross feat. Mariah Carey)                | „Songs”                 |                |
| 1994 | „Endless Love” (Live) (Luther Vandross feat. Mariah Carey)         | „Songs”                 | Jeb Brien      |
| 2003 | „I Know What You Want” (Busta Rhymes feat. Mariah Carey)           | „It Ain’t Safe No More” | Chris Robinson |
| 2004 | „U Make Me Wanna” (Jadakiss feat. Mariah Carey)                    | „Kiss of Death”         | Sanaa Hamri    |
| 2007 | „Lil’ L.O.V.E” (Bone Thugs-n-Harmony feat. Mariah Carey & Bow Wow) | „Strength & Loyalty”    | Chris Robinson |
| 2009 | „My Love” (The-Dream feat. Mariah Carey)                           | „Love vs. Money”        | Nick Cannon    |